# Caidian

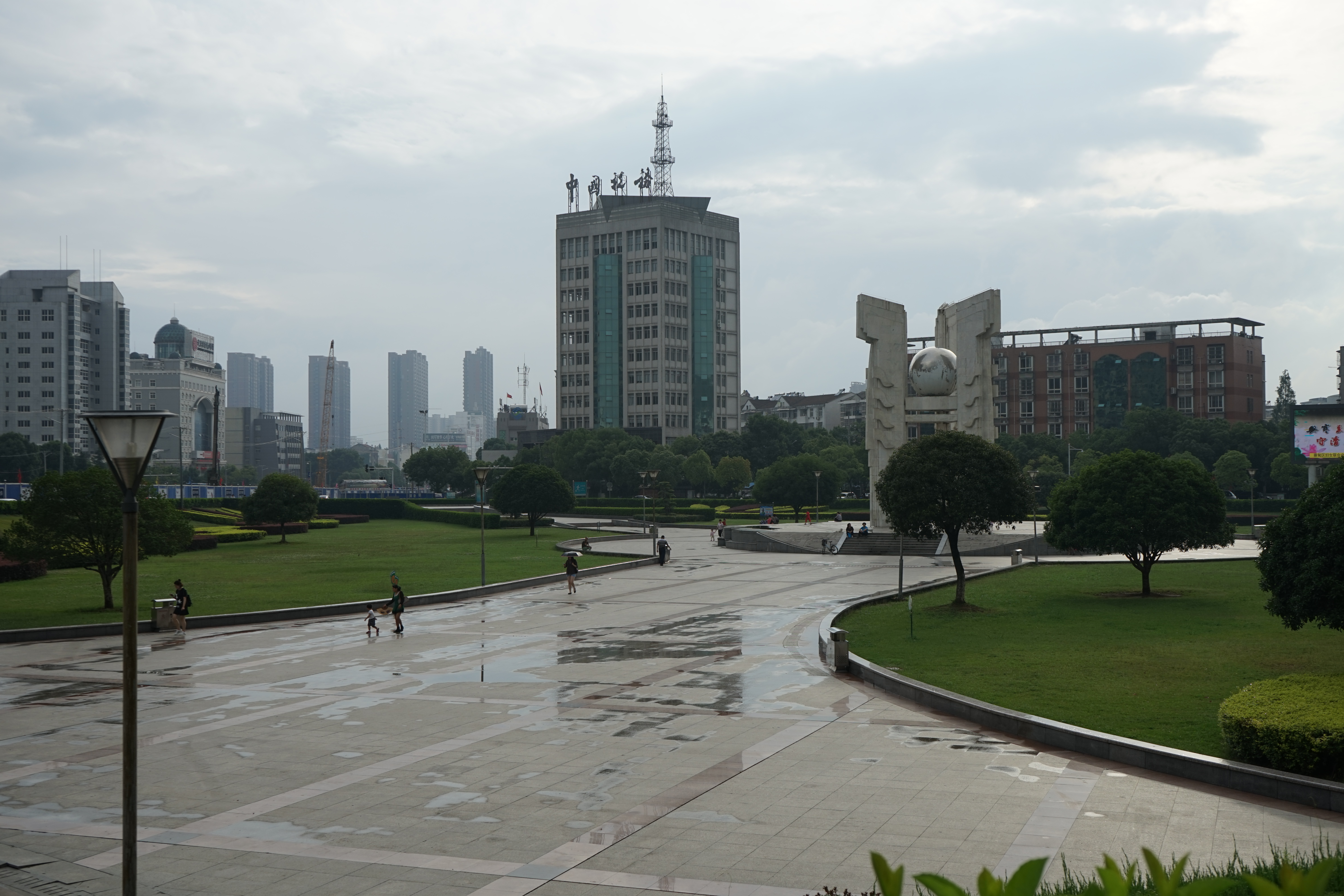
Caidian (2017)

Der Stadtbezirk Caidian (chinesisch 蔡甸區 / 蔡甸区, Pinyin Càidiàn Qū)  ist ein Stadtbezirk der Unterprovinzstadt Wuhan, der Hauptstadt der Provinz Hubei in der Volksrepublik China. Er hat eine Fläche von 1.108 km² und zählt 784.900 Einwohner (Stand: Ende 2019).

## Administrative Gliederung
Auf Gemeindeebene setzt sich der Stadtbezirk aus acht Straßenvierteln, zwei Großgemeinden und einer Gemeinde zusammen. 